# Шварц, Раймонд
Раймо́нд Шварц (фр. Raymond Schwartz, эсп. Rajmondo Ŝvarco; 8 апреля 1894, Мец, Германская империя — 14 мая 1973, Париж) — эсперантский поэт и прозаик, работавший преимущественно в жанре юмора и сатиры.

## Биография
Родился 8 апреля 1894 года в Меце (Лотарингия, входившая тогда в состав Германской империи). Получил в родном городе классическое образование и владел не только родным для него французским и немецким (языки обихода в Лотарингии), но также латинским и древнегреческим. В 1909 или 1910 году выучил эсперанто; в 1911 году с целью проверить уровень своих языковых знаний совершил поездку в Барселону, а в 1913 году основал в Меце кружок эсперантистов «Amika Rondo» («Дружеский круг»). По профессии — банковский служащий (со временем дорос до совладельца крупного банка).
В годы Первой мировой войны был мобилизован в кайзеровскую армию и воевал на Восточном фронте; война стала страшным разочарованием для Шварца — пацифиста и интернационалиста. 
После окончания войны Шварц вернулся в Лотарингию, вновь отошедшую к Франции. Вскоре он переехал в Париж; в декабре 1920 года Шварц основал весьма известное в то время парижское кабаре «Verda kato» («Зелёный кот»), в котором собирались французские эсперантисты, и был его директором и душой в 1920—1927 гг. Позднее возглавлял кабаре «Bolanta kaldrono» («Кипящий чайник», 1936—1939 гг.) и «La Tri Koboldoj» («Три кобольда», 1949—1956 гг.).
В течение трёх лет (начиная с 1933 г.) Шварц был редактором ежемесячного юмористического журнала «Пират» («Pirato»); нередко осмеянные герои юморесок сами смеялись, читая очередной номер журнала.
4 мая 1973 года Раймонд Шварц скончался.

## Литературное творчество
Дебют Шварца как литератора состоялся в 1912 году. К числу ранних его поэтических произведений относятся сборники остроумных песен (в стиле кабаре): «Завещание Зелёного кота» («Verdkata testamento», 1926) и «Странная лавка» («La stranga butiko», 1931). В этих песнях их автор высмеивал чудачества людей, бичевал лицемерие и тщеславие. Помимо занимательного содержания и остроумной игры слов, песни Шварца отличались совершенной техникой стихосложения. Более поздние поэтические произведения Р. Шварца вошли в сборник «Радостный подиум» («La ĝoja podio», 1949).
Игра слов, столь характерная для юмористических произведений Шварца, основана на виртуозном использовании автором языкового материала. Он применяет и паронимию (kriz-nasko ‘рождение кризиса’ — Kristnasko ‘Рождество Христово’; esper-rento ‘рента с надежды’ — Esperanto ‘эсперанто’; kvindek-hara ‘с пятьюдесятью волосами’ — kvindek-jara ‘пятидесятилетний’), и неожиданное членение слова (filo-logo ‘логотип сына’ — filologo ‘филолог’), и анаграммы (batalegoj ‘огромные по масштабам сражения’ — bagateloj ‘пустяки’; kandel-arbo ‘свечное дерево’ — kandelabro ‘подсвечник’), и словообразование с побочными ассоциациями (Iliado ‘Илиада’ + idilio ‘идиллия’ — Idiliado ‘продолжение идиллии’).
Шварц умел, однако, быть и сатириком-обличителем. Так, в песне «Министр-филистер» («Ministro-Filistro») из «Завещания Зелёного кота» он резко высмеивает французского министра образования Леона Берара, выступившего в 1923 г. с нападками на эсперанто, и называет его La Ministro de l' Inkujo ‘Министр Чернильницы’ и fuŝprofeto ‘незадачливый пророк’.
Не менее значим вклад Р. Шварца в становление эсперантской прозы. По мнению литературоведов, его имя входит — наряду с именами Кабе, А. Вальена, Г. Лойкена, А. А. Сахарова, Ю. Баги, В. В. Варанкина, братьев Чезаро и Рето Россетти — в список тех ключевых фигур, с которыми это становление было связано.
В 1930 г. было опубликовано одно из важнейших (хотя и небольшое по объёму) прозаическое произведение Шварца — роман «Анни и Монмартр» («Anni kaj Montmartre»), где живо и остроумно описаны приключения, с которыми встретилась в Париже наивная немецкая девушка.
Широкую популярность среди читателей приобрели новеллы Шварца, вошедшие в сборники «Улыбающаяся проза» («Prozo ridetanta», 1928) и «Волей… новеллой» («Vole… novele», 1971). Эти новеллы характеризуются блестящим стилем, остроумной игрой слов, меткими наблюдениями; в них Шварц продемонстрировал чрезвычайную гибкость языка эсперанто, его богатые выразительные возможности и пригодность для непринуждённой игры слов.
В 1963 г. было издано наиболее значительное из поздних произведений Р. Шварца — роман (в значительной части автобиографический) «Как речная вода» («Kiel akvo de l'rivero»). Роман повествует о судьбе парижанина Пьера Тушара, на которую повлияли две мировые войны (в начале романа молодой Тушар, интересовавшийся культурой Германии, едет на год работать в Берлин и оказывается там в ловушке в момент начала Первой мировой войны; в конце романа — уже в годы Второй мировой войны — он становится участником Сопротивления, а после победы над фашизмом возвращается в Париж). В романе Шварц показал себя как зрелый писатель, обладающий наблюдательным, зорким глазом, умелым анализом характеров и тёплым, сочувственным отношением к людям, историю жизни которых он отображает.

## Публикации
- Schwartz R.  Verdkata testamento. — Paris: Solsona, 1926. — 126 p.
- Schwartz R.  Prozo ridetanta. — Paris: Esperantista Centra Librejo, 1928. — 126 p.
- Schwartz R.  Anni kaj Montmartre. — Paris: Esperantista Centra Librejo, 1930. — 128 p.
- Schwartz R.  La stranga butiko. — Paris: Esperantista Centra Librejo, 1931. — 124 p.
- Schwartz R.  La ĝoja podio. — Paris: Esperantista Centra Librejo, 1949. — 271 p.
- Schwartz R.  Kiel akvo de l'rivero. — La Laguna: J. Régulo, 1963.
- Schwartz R.  Vole… novele. — Copenhagen: TK, 1971. — 192 p.